# Al final de la cuerda
Al final de la cuerda es una obra de teatro de Alfonso Paso, estrenada en el Teatro Infanta Isabel, de Madrid, el 22 de abril de 1962. Se mantuvo 106 días en cartel, hasta el 5 de agosto del mismo año.

## Argumento
Augusto, diplomático de profesión, se debe ausentar de su piso de Madrid por unos días. Aprovechando la circunstancia, y usando llaves copiadas, coinciden en el piso diversos personajes desconocidos entre sí: Jesús y Enrique, amigos del dueño, la pareja formada por Eduardo y Herminia, dos prostitutas, Faustina y Casilda, y unos ladrones: Luisa y Roberto. Todos ellos se enfrentarán a un problema inesperado: mediante una cuerda, un cadáver cuelga de la chimenea. Todos ellos se conjuran para deshacerse del muerto, hasta que reaparece Enrique, que también resulta muerto. Poco después llegan Elena, la esposa de Augusto y su amante Daniel. Éste huye horrorizado para ser, finalmente, también asesinado. El grupo comprende que debe descubrir al asesino, resultando ser Roberto, antiguo criado de la casa, y que pretendía hacerse con los diamantes propiedad de Augusto, el primer cadáver, debiendo deshacerse de los otros dos para no ser identificado.

## Representaciones destacadas
- Teatro (estreno, en 1962). Intérpretes: Julia Gutiérrez Caba, Antonia Mas, Julia Trujillo, Hugo Pimentel, Lola Alba, Enrique Cerro, Erasmo Pascual, Adolfo del Río, Paquito Cano, Ana María Ventura y Daniel Dicenta.
- Televisión
  - Estudio 1 (TVE, 1979). Dirección: Fernando García de la Vega. Intérpretes: María Garralón (Casilda), María Kosty (Herminia), Ana Marzoa (Faustina), Antonio Medina (Enrique), Mirta Miller (Elena), Pedro Osinaga (Eduardo), Mari Carmen Prendes (Doña Luisa), Pepe Ruiz (Ángel), Pedro Valentín (Roberto), Luis Varela (Jesús), Paquita Villalba (Vecina).[2]
  - Teatro en Canal 13 (Canal 13, 14 de mayo de 1997). Intérpretes: Catalina Saavedra (Cremilda), Valentina Pollarolo (Yamileth), Alejandra Herrera (Herminia), Rodolfo Bravo (Luisa), Fernando Alarcón (Eduardo), Jorge Zabaleta (Enrique), Juan Pablo Sáez (Beto), Marko Fabjanovic (Canito), Patricia Irribarra (Vecina), Silvia Novak (Elena), Agustín Moya (Amante de Elena), Patricio Erazo (Soriano).[3]